# João da Hornay
João da Hornay († 1757) war ein Herrscher der Topasse im 18. Jahrhundert. Von 1749/51 bis zu seinem Tod führte er den Titel des Generalkapitäns von Solor und Timor.

## Hintergrund
João da Hornay folgte den bei der Schlacht von Penfui (1749) gefallenen Gaspar da Costa als Generalkapitän und Herrscher der Topasse. Damit wechselte die Vormachtstellung innerhalb der Region erneut zwischen den beiden konkurrierenden Familienclans.
1751 verstarb der Gouverneur der Kolonie Portugiesisch-Timor Manuel Correia de Lacerda. Bis zur Ankunft seines Nachfolgers Manuel Doutel de Figueiredo Sarmento übernahm ein Regierungsrat (Conselho Governativo) aus João da Hornay und Pater Jacinto da Conceição die Führung der Kolonialverwaltung.
Mit der Schlacht von Penfui begann auch das Ende der Herrschaft der Topasse und Portugiesen über den Westen Timors. 1751 erhoben sich die Herrscher von Servião gegen Topasse und Portugiesen und 1756 schloss ein Großteil von ihnen im Vertrag von Paravicini mit der Niederländischen Ostindien-Kompanie (VOC) ein Bündnis. Die Macht der Topasse auf Timor beschränkte sich nun auf die portugiesischen Enklaven Oe-Cusse Ambeno und Noimuti.
Mit dem Tod João da Hornays, kam es 1757 erneut zum Konflikt zwischen Hornays und Costas um die Führung. Erst mit der Heirat von Gaspars Sohn Francisco mit der Schwester von Domingos da Costa II. und der Ernennung Domingos zum Generalleutnant konnte er Streit beigelegt werden. Larantuka auf der Insel Flores wurde von Joãos Schwester Dona Maria regiert. Die Niederländer arrangierten eine Hochzeit von Maria mit einem attraktiven niederländischen Beamten und brachten Larantuka somit in die Einflusssphäre des VOC.

## Belege
- History of Timor – Technische Universität Lissabon (PDF-Datei; 805 kB)
- James J. Fox: The Paradox of Powerlessness: Timor in Historical Perspective (Memento vom 6. Juli 2007 im Internet Archive) (PDF; 70 kB), 9. Dezember 1996, Department of Anthropology, Research School of Pacific and Asian Studies, The Australian National University